# Zwierzyniec Królewski na Wawelu
Zwierzyniec Królewski – nieistniejące założenie na terenie Wzgórza Wawelskiego w Krakowie, pochodzące z fundacji króla Zygmunta I Starego. Król sprowadził do zwierzyńca egzotyczne okazy fauny, m.in. lwy.